# 成本會計準則委員會
成本會計準則委員會（Cost Accounting Standards Board）由美國國會於1970年成立，針對每國政府的一般或國防契約承包商制定成本會計準則。1980年，由於美國國會認為其目的已然達成，因而解散，期間所制定的準則、規定等，併入聯邦法規。1988年，美國國會又重新成立該會迄今。
在其營運期間，不斷的制定與修正成本會計準則(Cost Accounting Standard)規範特定的成本計量與分配，並對成本分配進行定義及評量，至完整分配成本至各個會計期間，使國防與重大建設的契約成本趨於一致，其內容視為政府正式公報發布。

## 會議內容
- 決定成本如何分配至各會計期間。
- 提出並定義成本標的概念。
- 制定於將成本分配至各成本標的的方法及範圍。

## 外部連結
- 成本會計準則委員會官方網站（英文）
- 成員名單（英文）